# Списак епизода серије Џејк и Дебели
Серија Џејк и Дебели емитована је на каналу ЦБС од 26. септембра 1987. године до 6. маја 1992. године. Серија Џејк и Дебели броји 5 сезона и 106. епизода.

## Преглед
| Season | Season | No. of episodes | Originally aired    | Originally aired  |
| Season | Season | No. of episodes | First aired         | Last aired        |
| ------ | ------ | --------------- | ------------------- | ----------------- |
|        | Увод   | 2               | 28. октобар 1986.   | 4. новембар 1986. |
|        | 1      | 23              | 26. септембар 1987. | 6. април 1988.    |
|        | 2      | 11              | 15. март 1989.      | 24. мај 1989.     |
|        | 3      | 26              | 20. септембар 1989. | 16. мај 1990.     |
|        | 4      | 24              | 12. септембар 1990. | 8. мај 1991.      |
|        | 5      | 22              | 18. септембар 1991. | 6. април 1992.    |

## Епизоде

### Увод (1986)
Уводне епизоде ("Метлок" 1. сезона)
| Бр. еп. (укупно) | Бр. еп. (у сезони) | Наслов         | Редитељ       | Сценариста                                                | Премијера         |
| --- | ------------------ | -------------- | ------------- | --------------------------------------------------------- | ----------------- |
| 6 | 5                  | "Дон (1. део)" | Николас Сгаро | Ен Колинс                                                 | 28. октобар 1986. |
| Бен и Шарлин узимају контроверзни случај мафијског дона Николаса Барона оптуженог за убиство пословног противника Доналда Ковака. Шарлин се свиђа његов син Пол Барон.                                          |                    |                |               |                                                           |                   |
| 7 | 6                  | "Дон (2. део)" | Лео Пен       | Синопсис: Ен Колинс Сценарио: Дин Харгроув и Џоел Стајгер | 4. новембар 1986. |
| Метлок наставља да брани мафијашког дона (који истражује осумљиченог који је ближе дому него што је барон очекивао) док Шарлин уништава своје изгледе за везу са Полом кад не може да одвоји човека од предања. |                    |                |               |                                                           |                   |

### 1. сезона (1987−88)
| Бр. еп. (укупно) | Бр. еп. (у сезони) | Наслов                               | Редитељ               | Сценариста                                                                        | Премијера           | Гледаност у САД-у (милиони) |
| --- | ------------------ | ------------------------------------ | --------------------- | --------------------------------------------------------------------------------- | ------------------- | --------------------------- |
| 1 | 1                  | "Лепи дани су поново ту"             | Е. В. Свакхамер       | Синопсис: Том Лазарус Сценарио: Мич Парадајс, Дин Харгроув и Џоел Стајгер         | 26. септембар 1987. | N/A                         |
| Писац говора је сместио једном политичару убиство свог помоћника, а онда је покушао да га уцени.                                                                             |                    |                                      |                       |                                                                                   |                     |                             |
| 2 | 2                  | "Кобна привлачност (1. део)"         | Рон Сатлов            | Даглас Стивен Борги                                                               | 29. септембар 1987. | N/A                         |
| 3 | 3                  | "Кобна привлачност (2. део)"         | Рон Сатлов            | Даглас Стивен Борги                                                               | 29. септембар 1987. | N/A                         |
| Мекејб се намерачио да докаже да су богатог предузетника убили удовица и син − двоје љубавника који су се заверили да га опељеше.                                            |                    |                                      |                       |                                                                                   |                     |                             |
| 4 | 4                  | "Лора"                               | Е. В. Свакхамер       | Синопсис: Том Лазарус Сценарио: Дин Харгроув и Џоел Стајгер                       | 6. октобар 1987.    | N/A                         |
| Џејков бивши ортак је погинуо док је јурио наводног провалника, али докази указују на покојникову вереницу.                                                                  |                    |                                      |                       |                                                                                   |                     |                             |
| 5 | 5                  | "Човек који се извуао"               | Е. В. Свакхамер       | Мајкл Џинлин                                                                      | 13. октобар 1987.   | N/A                         |
| Џејк и Мекејб испитују доказе пронађене у случају жене оптужене за убиство којој је заступник и бивши супруг.                                                                |                    |                                      |                       |                                                                                   |                     |                             |
| 6 | 6                  | "Љубав на продају"                   | Кристофер Хиблер      | Даглас Стивен Борги                                                               | 20. октобар 1987.   | N/A                         |
| Џејка је почела да привлачи жена умешана у ланац кријумчарења дроге док је истраживао убиство једног Мекејбовог доушника.                                                    |                    |                                      |                       |                                                                                   |                     |                             |
| 7 | 7                  | "Брате, успори мало"                 | Тони Морденте         | Синопсис: Роберт Хамилон Сценарио: Дин Харгроув и Џоел Стајгер                    | 27. октобар 1987.   | N/A                         |
| Низни убица је изазвао Мекејба када је убио жртву коју нико није очекивао.                                                                                                   |                    |                                      |                       |                                                                                   |                     |                             |
| 8 | 8                  | "Душа и тело"                        | Џери Џејмсон          | Синопсис: Том Лазарус Сценарио: Дин Харгроув и Џоел Стајгер                       | 3. новембар 1987.   | N/A                         |
| Џејк помаже одлучној полицајки − и бившој љубавници − да ухапси човека који јој је убио оца, злочинца за ког Мекејб сумња да је починио још једно убиство.                   |                    |                                      |                       |                                                                                   |                     |                             |
| 9 | 9                  | "Човек ког сам волела"               | Мајкл Ленг            | Роберт Хaмилтон                                                                   | 10. новембар 1987.  | N/A                         |
| Једна млада је преживела покушај убиства па је Мекејб послао Џејка да открије прљав веш о њеном сумњивом супругу.                                                            |                    |                                      |                       |                                                                                   |                     |                             |
| 10 | 10                 | "Или ме воли или ме остави"          | Мајкл Прис            | Пол Роберт Којл                                                                   | 17. новембар 1987.  | N/A                         |
| Џејк се приближио познатој рок звезди како би ухватио полицајца који је примао мито и био умешан у милионску пљачку.                                                         |                    |                                      |                       |                                                                                   |                     |                             |
| 11 | 11                 | "Дим ти је замаглио вид"             | Харви Ледмен          | Пол Роберт Којл                                                                   | 1. децембар 1987.   | N/A                         |
| Човек који је напао једну слепу жену је пронађен мртав − а наводно га је убио супруг који је варао ту жену.                                                                  |                    |                                      |                       |                                                                                   |                     |                             |
| 12 | 12                 | "Нека ти је Срећан Божић"            | Е. В. Свакхамер       | Роберт Хамилтон                                                                   | 8. децембар 1987.   | N/A                         |
| Бадње вече је, али Мекејбу није до славља јер властољубиви помоћник окружног тужиоца помаже Џејку да пронађе Деда Мраза убицу.                                               |                    |                                      |                       |                                                                                   |                     |                             |
| 13 | 13                 | "Кад одеш"                           | Пол Красни            | Синопсис: Пол Роберт Којл Сценарио: Пол Роберт Којл и Филип Салцман               | 5. јануар 1988.     | N/A                         |
| Џејк је открио план за убиство па се убацио уместо мртвог плаћеника чија је мета баш Мекејб.                                                                                 |                    |                                      |                       |                                                                                   |                     |                             |
| 14 | 14                 | "Сигурно си ти"                      | Рон Сатлов            | Пол Роберт Којл                                                                   | 12. јануар 1988.    | N/A                         |
| Кад је Џејк открио да је низни силоватељ слаб на мачке, жртва је пристала да помогне да му се направи замка.                                                                 |                    |                                      |                       |                                                                                   |                     |                             |
| 15 | 15                 | "Али није за мене"                   | Мајкл Ленг            | Роберт Хамилтон                                                                   | 19. јануар 1988.    | N/A                         |
| Џејк сумња да једна новинарка зна више о убиство једног мафијаша него што говори па Мекејб покушава да извуче истину од једне несарадљиве сведокиње − новинаркине ћерке.     |                    |                                      |                       |                                                                                   |                     |                             |
| 16 | 16                 | "Што се то зове љубав?"              | Харви Ледмен          | Синопсис: Том Лазарус Сценарио: Том Лазарус и Филип Салцман                       | 26. јануар 1988.    | 16.30                       |
| Мекејб и Дерек су постали таоци отмичара са кашикаром који тврди да хоће да се освети, али Џејк је открио другачију побуду.                                                  |                    |                                      |                       |                                                                                   |                     |                             |
| 17 | 17                 | "Жено, буди добра"                   | Е. В. Свакхамер       | Том Лазарус                                                                       | 2. фебруар 1988.    | N/A                         |
| Мекејб верује да је наизглед саобраћајна несрећа изазвана вожњом под дејством алкохола у ствари убиство па је послао Џејка да истражи.                                       |                    |                                      |                       |                                                                                   |                     |                             |
| 18 | 18                 | "Видећемо се"                        | Харви Ледмен          | Синопсис: Роберт Хамилтон Сценарио: Питер Ален Филдс, Дин Харгров и Џоела Штајгер | 16. фебруар 1988.   | 11.80                       |
| После десет година у бекству, сведок једног убиства се вратио да искористи Мекејба против моћног оптуженог као освету, а Џејк мора да доведе сведока на суд живог и здравог. |                    |                                      |                       |                                                                                   |                     |                             |
| 19 | 19                 | "Дечје лице"                         | Е. В. Свакхамер       | ДИк Нелсон                                                                        | 23. фебруар 1988.   | N/A                         |
| Џејк се намерачио да докеже двоструки живот наводно отете наследнице која је одлучила да се романтично зближи са њим.                                                        |                    |                                      |                       |                                                                                   |                     |                             |
| 20 | 20                 | "Блуз у ноћи"                        | Харви Ледмен          | Роберт Хамилтон                                                                   | 16. март 1988.      | N/A                         |
| Две близнакиње лоповке су испале тежак изазов за Мекејба јер је он несвесно пружио покриће једној сестри док је друга чинила убиство.                                        |                    |                                      |                       |                                                                                   |                     |                             |
| 21 | 21                 | "Колико ово већ траје?"              | Кристијан И. Најби II | Синопсис: Том Лазарус Сценарио: Том Лазарус и Френклин Томсон                     | 23. март 1988.      | N/A                         |
| Џејк покушава да докаже да је његов пријатељ, свештеник и љубитељ птица, невин за убиство своје удате љубавнице.                                                             |                    |                                      |                       |                                                                                   |                     |                             |
| 22 | 22                 | "Изгледа ћу морати да мењам планове" | Мајкл Ленг            | Пол Роберт Којл                                                                   | 30. март 1988.      | N/A                         |
| Писац и бивши полицајац који је буквално убио због свог бестселера дао је Џејку и Мекејбу нешто о чему ће много размишљати.                                                  |                    |                                      |                       |                                                                                   |                     |                             |
| 23 | 23                 | "Рапсодија у плавом"                 | Мајкл Ленг            | Роберт Хамилтон                                                                   | 6. април 1988.      | N/A                         |
| Властољубиви директор и његова опака супруга су у очајничкој жељи за успехом починили убиство, а Џејк и Мекејб морају да их лише слободе.                                    |                    |                                      |                       |                                                                                   |                     |                             |

### 2. сезона (1989)
| Бр. еп. (укупно) | Бр. еп. (у сезони) | Наслов                         | Редитељ             | Сценариста                                                                          | Премијера       |
| --- | ------------------ | ------------------------------ | ------------------- | ----------------------------------------------------------------------------------- | --------------- |
| 24 | 1                  | "Бар да си ту (1. део)"        | Е. В. Свакхамер     | Ед Вотерс                                                                           | 15. март 1989.  |
| 25 | 2                  | "Бар да си ту (2. део)"        | Е. В. Свакхамер     | Ед Вотерс                                                                           | 15. март 1989.  |
| Џејк је отишао у Оаху у госте бившем ортаку, али га је пронашао мртвог па је Мекејб дошао да помогне.                                                         |                    |                                |                     |                                                                                     |                 |
| 26 | 3                  | "Никад више нећу да се смејем" | Дон Медфорд         | Синопсис: Рик Келбо, Кевин Дрони и Гаел Филипс Сценарио: Гаел Филипс                | 22. март 1989.  |
| Мекејб истражује смрт џепароша који је напао једног туристу и открио је мрачне тајне које су староседелац и његова породица крили.                            |                    |                                |                     |                                                                                     |                 |
| 27 | 4                  | "Чари, сметња, забуна"         | Дејл Вајт           | Џек Фогерти                                                                         | 5. април 1989.  |
| Пошто је био сведок пљачке, Џејк је пао на угледну власницу, а Мекејб сумња да је пљачка посао изнутра.                                                       |                    |                                |                     |                                                                                     |                 |
| 28 | 5                  | "Како се то понашаш?"          | Дејл Вајт           | Кевин Дрони                                                                         | 12. април 1989. |
| Мекејб је имао непријатан сусрет са сином док је истраживао ваздухопловну несрећу у којој је погинуо један сенатор.                                           |                    |                                |                     |                                                                                     |                 |
| 29 | 6                  | "Јадан лептир"                 | Бернард Л. Ковалски | Рик Келбо                                                                           | 19. април 1989. |
| Када је опасни макро напао Мејебу једину сведокињу против себе, Џејк је наговорио уплашену дрољу да му погне да намести макроа.                               |                    |                                |                     |                                                                                     |                 |
| 30 | 7                  | "Не мора да значи"             | Бернард Л. Ковалски | Синопсис: Ед Вотерс, Рик Келбо, Кевин Дрони и Кимер Рингвалд Сценарио: Е. Артур Кин | 26. април 1989. |
| Уз помоћ сведока чије га је сведочење заголицало, Мекејб гони издавача за кога сумња да је наредио убиство своје супруге.                                     |                    |                                |                     |                                                                                     |                 |
| 31 | 8                  | "Неко да ме чува"              | Бернард Л. Ковалски | Кимер Рингвалд                                                                      | 3. мај 1989.    |
| Џејк је открио повезаност старијег човека са једном младом женом док се тркао са временом да пронађе убицу.                                                   |                    |                                |                     |                                                                                     |                 |
| 32 | 9                  | Не могу то да ми узму"         | Дон Медфорд         | Кетрин Бакос Клинч                                                                  | 10. мај 1989.   |
| Џејк и Мекејб сумњају да је неко наручио убиства двоје Џејкових сарадника који су пронађени мртви, али су открили да једном од њих у браку нису цветале руже. |                    |                                |                     |                                                                                     |                 |
| 33 | 10                 | "Раме уз раме"                 | Џеки Купер          | Кимер Рингвалд                                                                      | 17. мај 1989.   |
| Мекејб и пубертетлија Крусо остали су заробљени на броду после праска.                                                                                        |                    |                                |                     |                                                                                     |                 |
| 34 | 11                 | "Снег"                         | Џеки Купер          | Рик Келбо                                                                           | 24. мај 1989.   |
| Џејк сарађује са агентом Тајне службе на растурању ланца трговине дрогом и кривотворења новца.                                                                |                    |                                |                     |                                                                                     |                 |

### 3. сезона (1989−90)
| Бр. еп. (укупно) | Бр. еп. (у сезони) | Наслов                                | Редитељ             | Сценариста                     | Премијера           | Гледаност у САД-у (милиони) |
| --- | ------------------ | ------------------------------------- | ------------------- | ------------------------------ | ------------------- | --------------------------- |
| 35 | 1                  | "За мене постојиш само ти"            | Чак Боуман          | Пол Роберт Којл                | 20. септембар 1989. | 20.40                       |
| Џејк је узео ствари у своје руке када је једној младој жени претио и пратио психотични бивши робијаш који ју је напао.                                                                                            |                    |                                       |                     |                                |                     |                             |
| 36 | 2                  | "Дама у црвеном"                      | Бернард Л. Ковалски | Кимер Рингвалд                 | 27. септембар 1989. | 21.90                       |
| Мекејбов досадни бивши ортак је пронађен мртав таман кад је он кренуо да решава случај убиства од пре 20 година.                                                                                                  |                    |                                       |                     |                                |                     |                             |
| 37 | 3                  | "Лако је волети"                      | Александар Сингер   | Френк Мекнајт                  | 4. октобар 1989.    | N/A                         |
| Џејк изгледа не може да сломи тешког полицајца из Лос Анђелеса чији је ортак нестао пошто је дошао на Хаваје да покупи ухапшеника.                                                                                |                    |                                       |                     |                                |                     |                             |
| 38 | 4                  | "Како изгледаш вечерас"               | Лео Пен             | Џери Тејлор                    | 11. октобар 1989.   | N/A                         |
| Пошто је одлучио да се одмори од свог ортака, Џејк је кренуо да истражи случај убиства који је Мекејб изгубио на суду.                                                                                            |                    |                                       |                     |                                |                     |                             |
| 39 | 5                  | "Плес у тами"                         | Чак Боуман          | Стивен Апсис                   | 25. октобар 1989.   | 22.60                       |
| Џејк помаже наводно промењеном обијачу кола да истражи крађу за коју је оптужен и да се поново споји са својим отуђеним сином у пубертету.                                                                        |                    |                                       |                     |                                |                     |                             |
| 40 | 6                  | "Све зависи од тебе"                  | Мајкл Ленг          | Дејвид Месинџер                | 1. новембар 1989.   | 20.70                       |
| Кад је Дерек упропастио свој први велики случај за Мекејба, Џејк је покренуо своју истрагу осумњиченог. |                    |                                       |                     |                                |                     |                             |
| 41 | 7                  | "Ниодкуда"                            | Џон Луелин Мокси    | Џери Тејлор                    | 8. новембар 1989.   | 19.90                       |
| Мекејб је упознао свог парњака у виду дрчног владиног агента који се намерачио да ухапси растурача дроге, а Џејк је сазнао да је његова стара љубавница умешана у тај случај.                                     |                    |                                       |                     |                                |                     |                             |
| 42 | 8                  | "Слатка Лејлани"                      | Рас Мејбери         | Рик Митлмен                    | 15. новембар 1989.  | 19.50                       |
| Мекејбова пријатељица колумнистиња је ставила свој чланак у новинама "Предосећај хонолулуа" на чекање како би сазнала истину о убиству једне жене када је тело преминуле испливало на обалу.                      |                    |                                       |                     |                                |                     |                             |
| 43 | 9                  | "Мојих пет минута"                    | Бернард Л. Ковалски | Кимер Рингвалд                 | 29. новембар 1989.  | 20.60                       |
| Мекејб мисли да је Џејку глава у облацима јер брани јунакињу са телевизије која је сада пилоткиња пијандура и тврди да је видела убиство.                                                                         |                    |                                       |                     |                                |                     |                             |
| 44 | 10                 | "Одавно и далеко"                     | Рас Мејбери         | Џек М. Кејси                   | 6. децембар 1989.   | N/A                         |
| Мекејбова пријатељица колумнистиња је ставила свој чланак у новинама "Предосећај хонолулуа" на чекање како би сазнала истину о убиству једне жене када је тело преминуле испливало на обалу.                      |                    |                                       |                     |                                |                     |                             |
| 45 | 11                 | "Какво је ово дете?"                  | Реса Бадији         | Џери Тејлор                    | 13. децембар 1989.  | N/A                         |
| Док Мекејб помаже једном бескућнику за празнике, он је наговорио да помогне једној трудници у бекству. |                    |                                       |                     |                                |                     |                             |
| 46 | 12                 | "У сред ноћи"                         | Георг Фенади        | Керол Саракено                 | 3. јануар 1990.     | 20.00                       |
| Мекејбова пријатељица колумнистиња је ставила свој чланак у новинама "Предосећај хонолулуа" на чекање како би сазнала истину о убиству једне жене када је тело преминуле испливало на обалу.                      |                    |                                       |                     |                                |                     |                             |
| 47 | 13                 | "Преокренула си ствар"                | Реза Бадији         | Роберт Хамилтон                | 10. јануар 1990.    | 22.30                       |
| Успешна тужитељка одала је признање свом љубавнику и мафијашком шефу, а Џејку је несвесно дала траг о томе ко је доушник у мафији.                                                                                |                    |                                       |                     |                                |                     |                             |
| 48 | 14                 | "Још једанпут"                        | Рас Мејбери         | Керол Саракено                 | 17. јануар 1990.    | 20.30                       |
| Дерек је учествовао у саобраћајној несрећи због па је Мекејб преузео истрагу, а Џејк доказе. |                    |                                       |                     |                                |                     |                             |
| 49 | 15                 | "Коме је сад жао?"                    | Реза Бадији         | Џ. Мајкл Страшински            | 31. јануар 1990.    | 15.00                       |
| Један полицајац из Лос Анђелеса стоји између Мекејба и погубљења јер је човек ког је јурио отео Дебелог. |                    |                                       |                     |                                |                     |                             |
| 50 | 16                 | "Ја ћу да ти играм на свадби"         | Георг Фенади        | Пол Дејвид Дуган               | 7. фебруар 1990.    | N/A                         |
| Џејк се вратио кући због сестрине удаје, али је сазнао да је њен вереник повезан са мафијом. |                    |                                       |                     |                                |                     |                             |
| 51 | 17                 | "Мој другар"                          | Бернард Л. Ковалски | Робин Меден                    | 14. фебруар 1990.   | 20.20                       |
| Лоповка је украла Џејку новчаник − и срце − а онда су она и њене другарице опељешиле кривотворитеља. |                    |                                       |                     |                                |                     |                             |
| 52 | 18                 | "Сам ћу"                              | Чак Боуман          | Џо Вилијам Филип               | 28. фебруар 1990.   | 18.00                       |
| Џејк се вратио кући због сестрине удаје, али је сазнао да је њен вереник повезан са мафијом. |                    |                                       |                     |                                |                     |                             |
| 53 | 19                 | "Немам ја тело"                       | Георг Фенади        | Џ. Мајкл Страшински            | 7. март 1990.       | 17.40                       |
| Џејк и његова бивша љубавница, иначе колегиница из полиције, су кренули на тајни задатка као брачни пар како би истражили сумњиве смрти у спа центру.                                                             |                    |                                       |                     |                                |                     |                             |
| 54 | 20                 | "Пусти сад снове"                     | Реза Бадији         | Стивен Апсис                   | 14. март 1990.      | 18.10                       |
| Џејк је рањен у пуцњави током које је пилот једног малог ваздухоплова изгубио свест па покушава да преживи − и остане при свести − док Мекејб покушава да их смири док се њих двојица присећају ранијих догађаја. |                    |                                       |                     |                                |                     |                             |
| 55 | 21                 | "Ако ме баш брига"                    | Џон К. Грим III     | Кимер Рингвалд                 | 28. март 1990.      | 18.30                       |
| Џејов стари друг из средње школе је дошао да га убије како би отплатио дуг гангстеру. |                    |                                       |                     |                                |                     |                             |
| 56 | 22                 | "Излуђујеш ме"                        | Роналд Гери Штајн   | Мајкл Ван Џин                  | 4. април 1990.      | 18.60                       |
| Супруг се позвао на привремену неурачунљивост пошто је свирепо избоо супругу, али Џејк и Мекејб сумњају да је он испланирао лудило.                                                                               |                    |                                       |                     |                                |                     |                             |
| 57 | 23                 | "Искористио си ме"                    | Бернард Л. Ковалски | Роберт Шлит                    | 25. април 1990.     | 17.00                       |
| Џејк је отишао на тајни задатак као возач како би ухапсио човека због убиства, али је упао у невоље због његове нове супрге.                                                                                      |                    |                                       |                     |                                |                     |                             |
| 58 | 24                 | "Моје срце припада тати"              | Роберт Ширер        | Даглас Бентон и Данијел Бентон | 2. мај 1990.        | 18.20                       |
| Једна млада жена тврди да је Мекејбова ћерка док Џејк и Дерек раде са заплашеним сведоком. |                    |                                       |                     |                                |                     |                             |
| 59 | 25                 | "Деника"                              | Рас Мејбери         | Џ. Мајкл Страшински            | 9. мај 1990.        | 17.40                       |
| Мекејбова очинска осећања су испливала када је позван у државни затвор где је његов син робијаш сведочио убиству.                                                                                                 |                    |                                       |                     |                                |                     |                             |
| 60 | 26                 | "Кинеска четврт, моја Кинеска четврт" | Реза Бадији         | Дејдив Месинџер                | 16. мај 1990.       | 12.70                       |
| Главни осумњичени за убиство једног младог полицајца је његов рођени отац, глава синдиката Кинеске четврти. |                    |                                       |                     |                                |                     |                             |

### 4. сезона (1990−91)
Епизода "Није ми пало на памет" послужила је као уводна епизода за серију Дијагноза: Убиство.
| Бр. еп. (укупно) | Бр. еп. (у сезони) | Наслов                      | Редитељ             | Сценариста                                                                   | Премијера           | Гледаност у САД-у (милиони) |
| --- | ------------------ | --------------------------- | ------------------- | ---------------------------------------------------------------------------- | ------------------- | --------------------------- |
| 61 | 1                  | "Бог благословио дете"      | Е. В. Свакхамер     | Дејвид Абрамовиц                                                             | 12. септембар 1990. | 17.60                       |
| Двоје размажене деце је убило свог богатог оца − који је иначе један од Мекејбових пајташа са бриџа − и сместили једном предузетнику злочин.                                                           |                    |                             |                     |                                                                              |                     |                             |
| 62 | 2                  | "Нежна замка"               | Мајкл Ленг          | Мајкл Ван Џин                                                                | 19. септембар 1990. | 20.70                       |
| Дерек сумња да је вереница његовог стрица црна удовица и да је можда већ исплела мрежу. |                    |                             |                     |                                                                              |                     |                             |
| 63 | 3                  | "Баш као ти"                | Рон Сатлов          | Вилијам Конвеј                                                               | 26. септембар 1990. | 18.50                       |
| Човек је признао да је убио банкарског службеника јер га је одбио за позајмицу, али Мекејб мисли да са признањем нешто није у реду.                                                                    |                    |                             |                     |                                                                              |                     |                             |
| 64 | 4                  | "Око поноћи"                | Рон Сатлов          | Синопсис: Кимер Рингвалд Сценарио: Роберт Хамилтон                           | 3. октобар 1990.    | 18.40                       |
| Како би ухватио неухватљивог крадљивца накита, Џејк се представио као стручњак за искључивање узбуна који треба лопову за посао који треба да се обави.                                                |                    |                             |                     |                                                                              |                     |                             |
| 65 | 5                  | "Само ти"                   | Рон Сатлов          | Керол Саракено                                                               | 24. октобар 1990.   | 17.60                       |
| То што Џејка привлачи једна другарица може да буде кобно када му се она умешала у истрагу ланца индустријске шпијунаже.                                                                                |                    |                             |                     |                                                                              |                     |                             |
| 66 | 6                  | "Мој Били"                  | Реза Бадији         | Дејвид Абрамовиц                                                             | 31. октобар 1990.   | 17.80                       |
| Морнари крадљивци накита отели су сина једног тужиоца, а Џејк је добио задатак да га спаси. |                    |                             |                     |                                                                              |                     |                             |
| 67 | 7                  | "Више него што знаш"        | Бернард Л. Ковалски | Пол Роберт Којл                                                              | 7. новембар 1990.   | 19.80                       |
| Након што је једну новинарку оставио љубавник, она му је убила супругу и наместила као да је то дело низног убице.                                                                                     |                    |                             |                     |                                                                              |                     |                             |
| 68 | 8                  | "Ноћ и дан"                 | Мајкл Ленг          | Синопсис: Џојс Бурдит Сценарио: Дин Харгров и Џоел Штајгер                   | 14. новембар 1990.  | 18.40                       |
| Тешка приватна детективка је одлучна у намери да покрене случај против кријумчара који јој је убио супруга и уз Џејкову помоћ и без ње.                                                                |                    |                             |                     |                                                                              |                     |                             |
| 69 | 9                  | "Збогом (1. део)"           | Бернард Л. Ковалски | Синопсис: Вилијам Конвеј и Џ. Мајкл Страшински Сценарио: Џ. Мајкл Страшински | 28. новембар 1990.  | 19.80                       |
| 70 | 10                 | "Збогом (2. део)"           | Бернард Л. Ковалски | Синопсис: Вилијам Конвеј и Џ. Мајкл Страшински Сценарио: Џ. Мајкл Страшински | 28. новембар 1990.  | 19.80                       |
| Џејк прати траг подмићених полицајаца и мртвих растурача дроге до Мејнленда где се сусрео са старим пријатељим и упознао нове непријатеље па је Мекејб пошао за њим да му помогне.                     |                    |                             |                     |                                                                              |                     |                             |
| 71 | 11                 | "Знам да знаш"              | Рас Мејбери         | Робин Меден                                                                  | 12. децембар 1990.  | 17.20                       |
| Мекејб је помогао при осуди провалника због убиства сакупљача уметнина, али даља истрага открила је да се ту такође радило и о кривотворењу и прељуби.                                                 |                    |                             |                     |                                                                              |                     |                             |
| 72 | 12                 | "Дај да све откажемо"       | Данијел Атијас      | Роберт Бренан                                                                | 2. јануар 1991.     | N/A                         |
| Џејк покушава да убеди невољног сведока да сведочи против мафијашког шефа на суду пре него што Мекејбу истекне рок.                                                                                    |                    |                             |                     |                                                                              |                     |                             |
| 73 | 13                 | "Можда грешим"              | Лео Пен             | Роберт Бренан                                                                | 9. јануар 1991.     | N/A                         |
| Полицајац и просепаратистички настројени вођа, обојица пореклом из Јужне Африке, криве један другог за убиство владиног званичника, такође из Јужне Африке − а Џејк мора да открије ко је прави убица. |                    |                             |                     |                                                                              |                     |                             |
| 74 | 14                 | "Тата је стигао"            | Бернард Л. Ковалски | Кимер Рингвалд                                                               | 6. фебруар 1991.    | N/A                         |
| Џејков отац се вратио после вишегодишњег одсуства, а са собом је донео и осећајни преокрет и претње од насилника.                                                                                      |                    |                             |                     |                                                                              |                     |                             |
| 75 | 15                 | "Живећу док не умрем"       | Александар Сингер   | Вилијам Конвеј                                                               | 13. фебруар 1991.   | N/A                         |
| Радознали књиговођа који је отрован проводи последње дане у помагању Џејку да открије ђубре које га је отровало.                                                                                       |                    |                             |                     |                                                                              |                     |                             |
| 76 | 16                 | "Лепа беба"                 | Џон К. Филн III     | Робин Меден                                                                  | 27. фебруар 1991.   | N/A                         |
| Џејк, Мекејб и Дерек наизменично чувају једну бебу док траже мајку исте која је сведок убиства. |                    |                             |                     |                                                                              |                     |                             |
| 77 | 17                 | "Ја ћу покрити пристаниште" | Хари Харис          | Дејвид Абрамовиц                                                             | 6. март 1991.       | N/A                         |
| Дерек је отишао на пристаниште да истражи смрт свог дугогодишњег пријатеља рибара, сигуран да је човек убијен.                                                                                         |                    |                             |                     |                                                                              |                     |                             |
| 78 | 18                 | "Не знаш ти мене"           | Реза Бадији         | Ерик Естрин и Мајкл Берлин                                                   | 13. март 1991.      | N/A                         |
| Један стари Мекејбов пријатељ је осумњичен да је убио човека који му је преотео посао и спавао му са женом, али Дебели му је необориво покриће.                                                        |                    |                             |                     |                                                                              |                     |                             |
| 79 | 19                 | "Није ми пало на памет"     | Бернард Л. Ковалски | Џојс Бурдит                                                                  | 20. март 1991.      | 19.70                       |
| Један лекар је оптужен да је убио болничког пословођу па је започео своју истрагу уз помоћ својих студената.                                                                                           |                    |                             |                     |                                                                              |                     |                             |
| 80 | 20                 | "По други пут"              | Мајкл Ленг          | Синопсис: Кимер Рингвалд Сценарио: Пол Шифер                                 | 3. април 1991.      | N/A                         |
| Шема једне жене да лажира смрт свог ортака кога неко уцењује има једну кобну ману − Мекејб је видео човека живог и здравог.                                                                            |                    |                             |                     |                                                                              |                     |                             |
| 81 | 21                 | "Све ћу да учиним"          | Роналд Гери Штајн   | Дејвид Абрамовиц и Вилијам Конвеј                                            | 10. април 1991.     | N/A                         |
| Једна психијатарка је преварила свог љубавника који је у пубертету да јој убије супруга, а онда је покушала да искористи његово крхко стање ума да се обоје извуку некажњени.                          |                    |                             |                     |                                                                              |                     |                             |
| 82 | 22                 | "Срешћемо се поново"        | Бернард Л. Ковалски | Кимер Рингвалд                                                               | 24. април 1991.     | N/A                         |
| Мекејб покушава да докаже да његов свештеник није убио своју љубавницу. |                    |                             |                     |                                                                              |                     |                             |
| 83 | 23                 | "Грех је лагати"            | Георг Фенади        | Дејвид Абрамовиц                                                             | 1. мај 1991.        | N/A                         |
| Мекејб покушава да докаже да његов свештеник није убио своју љубавницу. |                    |                             |                     |                                                                              |                     |                             |
| 84 | 24                 | "Ипак"                      | Александар Сингер   | Роберт Бренан                                                                | 8. мај 1991.        | 16.50                       |
| Мекејб покушава да докаже да његов свештеник није убио своју љубавницу. |                    |                             |                     |                                                                              |                     |                             |

### 5. сезона (1991−92)
| Бр. еп. (укупно) | Бр. еп. (у сезони) | Наслов                           | Редитељ               | Сценариста                                                                                                   | Премијера           |
| --- | ------------------ | -------------------------------- | --------------------- | --- | ------------------- |
| 85 | 1                  | "Где или кад (1. део)"           | Бернард Р. Ковалски   | Кимер Рингвалд                                                                                               | 18. септембар 1991. |
| Џејк помаже приватном детективу алкохоличару који се куне да није био пијан када му је жртва убиства пала у руке иако је тело нестало.                             |                    |                                  |                       | |                     |
| 86 | 2                  | "Где или кад (2. део)"           | Бернард Р. Ковалски   | Кимер Рингвалд                                                                                               | 25. септембар 1991. |
| Док је радио на тајном задатку као трговац оружјем како би пронашао доказ који је потребан у Дилејнијевом случају, Џејк је на крају спавао са купцем.              |                    |                                  |                       | |                     |
| 87 | 3                  | "Улица или снови"                | Реза Бадији           | Даглас Стивен Борги                                                                                          | 30. октобар 1991.   |
| Млади цртач графита је видео убиство и на крају се нашао у опасности јер су га убице препознале.                                                                   |                    |                                  |                       | |                     |
| 88 | 4                  | "Никад више нећу бити исти"      | Питер Елис            | Кимер Рингвалд                                                                                               | 6. новембар 1991.   |
| Џејк је постао узнемирен јер је случајно упуцао дечака од 14 година, али службеница из Унутрашње контроле му је рекла да се охлади када се њена истрага загрејала. |                    |                                  |                       | |                     |
| 89 | 5                  | "Могао бих да на пишем књигу"    | Џејмс Фроли           | Бери М. Школник                                                                                              | 13. новембар 1991.  |
| Мекејб се бори да нађе начин како да реши убиство писца чија је бивша супруга хтела да спречи издавање његове нове књиге − роман настао по истинитим догађајима.   |                    |                                  |                       | |                     |
| 90 | 6                  | "Два смо света различита"        | Георг Фенади          | Е. Ник Александер                                                                                            | 20. новембар 1991.  |
| Џејк се суочио са случајем озбиљног сестринског противништва када је једна поремећена жена унајмила човека такође поремећеног да јој убије сестру близнакињу.      |                    |                                  |                       | |                     |
| 91 | 7                  | "Сваки пут се опраштамо"         | Георг Фенади          | Мајкл Парт и Сем Бернард                                                                                     | 11. децембар 1991.  |
| Нова истражитељка, извесна Хили, кренула је на тајни задатак да ухвати човека који јој је убио другарицу манекенку.                                                |                    |                                  |                       | |                     |
| 92 | 8                  | "Ајде са мном"                   | Бернард Л. Ковалски   | Даглас Стивен Борги                                                                                          | 18. децембар 1991.  |
| Нили сарађује са Џејком како би решила низ убистава повезаних са планом крађе органа због богаташа коме треба нова јетра.                                          |                    |                                  |                       | |                     |
| 93 | 9                  | "Последњи плес"                  | Александар Сингер     | Џејмс Кирнс                                                                                                  | 1. јануар 1992.     |
| Признање у последњи минут изазвало је сумњу у кривицу човека кога Мекејб покушава да осуди.                                                                        |                    |                                  |                       | |                     |
| 94 | 10                 | "Приђи ми ближе"                 | Френк Такери          | Док Барнет                                                                                                   | 8. јануар 1992.     |
| Џејк је отишао на тајни задатак међу скупину лопова како би открио ко је следећа жртва плаћеног убице.                                                             |                    |                                  |                       | |                     |
| 95 | 11                 | "Пошто сам се заљубила у тебе"   | Александар Сингер     | Морган Гендел                                                                                                | 15. јануар 1992.    |
| Стара Дерекова девојка за коју се мислило да је мртва му се вратила у живот у нади да он може да је заштити од гангстера који је јуре.                             |                    |                                  |                       | |                     |
| 96 | 12                 | "Само ти, само ја"               | Ричард Ленг           | Синопсис: Кимер Рингвалд и Берни Ковалски Сценарио: Кимер Рингвалд, Берни Ковалски, Лари Барбер и Пол Барбер | 22. јануар 1992.    |
| Џејк се зближио са хенидкепираном власницом једне радње која пркоси претњама уличне багре.                                                                         |                    |                                  |                       | |                     |
| 97 | 13                 | "Олујно време (1. део)"          | Кристијан И. Најби II | Синопсис: Џери Конвеј Сценарио: Џоел Штајгер и Џорџ Екштајн                                                  | 29. јануар 1992.    |
| Џејк се такмичи са новинарем око трагове у случају обредног убиства.                                                                                               |                    |                                  |                       | |                     |
| 98 | 14                 | "Олујно време (2. део)"          | Кристијан И. Најби II | Синопсис: Џери Конвеј Сценарио: Џоел Штајгер и Џорџ Екштајн                                                  | 5. фебруар 1992.    |
| Џејк је препознао убицу док је Мекејб дошао мечки на рупу. |                    |                                  |                       | |                     |
| 99 | 15                 | "Никад се не зна"                | Риичи Форест          | Даглас Стивен Борги                                                                                          | 26. фебруар 1992.   |
| Народни посланик и Џејков друг је главни осумњичени у случају убиства.                                                                                             |                    |                                  |                       | |                     |
| 100 | 16                 | "Биће неке промене"              | Џон К. Флин III       | Даглас Стивен Борги                                                                                          | 11. март 1992.      |
| Певачица која има тешкоћа са дрогом покушава да врати своју каријеру, али је уходи убица.                                                                          |                    |                                  |                       | |                     |
| 101 | 17                 | "новац из раја"                  | Реза Бадији           | Кимер Рингвалд                                                                                               | 18. март 1992.      |
| Џејк покушава да пронађе срећан крај за "Куму вилу" која да је новац опљачкан из банака бескућницима.                                                              |                    |                                  |                       | |                     |
| 102 | 18                 | "Не могу да верујем да те губим" | Роналд Гери Штајн     | Синопсис: Џери Конвеј Сценарио: Џоел Штајгер                                                                 | 25. март 1992.      |
| Џејк и Дерек разматрају могуће осумњичене јер је Џејкова девојка повређена у праску направе.                                                                       |                    |                                  |                       | |                     |
| 103 | 19                 | "Кроз ноћ"                       | Френк Такери          | Док Барнет                                                                                                   | 1. април 1992.      |
| Психијатар осуђен за силовање једне болеснице покушава да отера нили у самоубиство.                                                                                |                    |                                  |                       | |                     |
| 104 | 20                 | "Лоше понашање"                  | Кристофер Хиблер      | Брус Френклин Сингер                                                                                         | 8. април 1992.      |
| Застуница Елен Меј Хејвен користи варк како би ослободила своју странку оптужби за убиство јер је њему запрећено смрћу.                                            |                    |                                  |                       | |                     |
| 105 | 21                 | "Ружан сан"                      | Џон К. Флин III       | Синопсис: Ал Мартинез и Кристијан Дарен Сценарио: Кристијан Дарен                                            | 22. април 1992.     |
| Бивши ногометаш сада полицајац се удружио са Џејком како би ухватили низног убицу.                                                                                 |                    |                                  |                       | |                     |
| 106 | 22                 | "Прелепи сањар"                  | Бернард Л. Ковалски   | Дејвид Џ. Бурк                                                                                               | 6. мај 1992.        |
| Један полицајац неће да се смири док не ухвати лукавог убицу и силоватеља који задаје кошмаре својим жртвама.                                                      |                    |                                  |                       | |                     |